# Championnat du monde des voitures de sport 1979
1978 1980
Le Championnat du monde des voitures de sport 1979 est la 27e saison du Championnat du monde des voitures de sport (WSC) FIA, également connu sous le nom de Championnat du monde d'endurance. Il est ouvert aux voitures de Tourisme FIA Groupe 1 et Groupe 2, aux voitures de Grand Tourisme FIA Groupe 3 et Groupe 4 et aux voitures de Production FIA Groupe 5. Les autres catégories de voitures peuvent concourir mais ne sont pas éligibles pour le championnat constructeur WSC. Il s'est couru du 3 février 1979 au 16 septembre 1979, comprenant neuf courses.
Le classement constructeur est divisé en deux catégories en fonction de la cylindrée, plus de 2 litres et moins de 2 litres.

## Calendrier
| Manche | Course                                         | Circuit                        | Participants | Date                   |
| ------ | ---------------------------------------------- | ------------------------------ | ------------ | ---------------------- |
| 1      | 24 Heures de Daytona - Challenge Pepsi         | Daytona International Speedway | 67           | 3 février au 4 février |
| 2      | 6 Heures de Mugello                            | Circuit du Mugello             | 18           | 18 mars                |
| 3      | 6 Heures de Dijon                              | Dijon-Prenois                  | 27           | 22 avril               |
| 4      | 6 Heures de Silverstone                        | Circuit de Silverstone         | 25           | 6 mai                  |
| 5      | 1 000 km du Nürburgring                        | Nürburgring                    | 48           | 3 juin                 |
| 6      | 6 Heures de la Coppa Florio                    | Enna-Pergusa                   | 12           | 24 juin                |
| 7      | 6 Heures de Watkins Glen                       | Watkins Glen International     | 43           | 8 juillet              |
| 8      | 6 Heures de Brands Hatch - Rivet Supply        | Brands Hatch                   | 32           | 5 août                 |
| 9      | 6 Heures de Vallelunga - Trofeo Ignazio Giunti | Vallelunga                     | 28           | 16 septembre           |

## Résultats de la saison

### Attribution des points
Les points sont distribués aux dix premiers de chaque course dans l'ordre de 20-15-12-10-8-6-4-3-2-1 points, avec quelques exceptions :
- Les pilotes qui ne conduisent pas la voiture pour un certain pourcentage de tours dans une course n'ont pas droit aux points.
- Les constructeurs ne reçoivent les points que de leur voiture la mieux classée, les autres voitures du même constructeur ne marquant aucun point. Cependant les points sont attribués aux pilotes de ces voitures.
- Pilotes et constructeurs ne marquent aucun point s'ils n'accomplissent pas 90 % de la distance du vainqueur.

### Courses
| Manche | Circuit       | Équipe vainqueur                              | Résultats |
| Manche | Circuit       | Pilote vainqueur                              | Résultats |
| ------ | ------------- | --------------------------------------------- | --------- |
| 1      | Daytona       | #0 Interscope Racing                          | Résultats |
| 1      | Daytona       | Ted Field Danny Ongais Hurley Haywood         | Résultats |
| 2      | Mugello       | #12 Gelo Racing Team                          | Résultats |
| 2      | Mugello       | John Fitzpatrick Manfred Schurti Bob Wollek   | Résultats |
| 3      | Dijon-Prenois | #31 Joest Racing                              | Résultats |
| 3      | Dijon-Prenois | Reinhold Joest Volkert Merl Mario Ketterer    | Résultats |
| 4      | Silverstone   | #3 Gelo Racing Team                           | Résultats |
| 4      | Silverstone   | John Fitzpatrick Hans Heyer Bob Wollek        | Résultats |
| 5      | Nürburgring   | #6 Gelo Racing Team                           | Résultats |
| 5      | Nürburgring   | John Fitzpatrick Manfred Schurti Bob Wollek   | Résultats |
| 6      | Enna-Pergusa  | #33 Lella Lombardi                            | Résultats |
| 6      | Enna-Pergusa  | Lella Lombardi Enrico Grimaldi                | Résultats |
| 7      | Watkins Glen  | #94 Whittington Brothers                      | Résultats |
| 7      | Watkins Glen  | Don Whittington Klaus Ludwig Bill Whittington | Résultats |
| 8      | Brands Hatch  | #1 Joest Racing                               | Résultats |
| 8      | Brands Hatch  | Reinhold Joest Volkert Merl                   | Résultats |
| 9      | Vallelunga    | #7 Enzo Ossella                               | Résultats |
| 9      | Vallelunga    | Giorgio Francia Lella Lombardi                | Résultats |

### Championnat du monde des constructeurs
Il y a deux classements, un premier pour toutes les voitures de plus de 2 litres de cylindrée et un deuxième pour celles de moins de 2 litres.
Seuls les sept meilleurs résultats sont pris en compte dans le classement. Les autres points ne sont pas comptabilisés et sont indiqués en italique.

#### Classement cylindrée + de2 000cm3
| Pos | Constructeur | Voiture                        | 1  | 2  | 3  | 4  | 5  | 6  | 7  | 8  | 9  | Total |
| --- | ------------ | ------------------------------ | -- | -- | -- | -- | -- | -- | -- | -- | -- | ----- |
| 1   | Porsche      | Porsche 935 et 911 Carrera RSR | 20 | 20 | 20 | 20 | 20 | 20 | 20 | 20 | 20 | 140   |
| 2   | Ferrari      | Ferrari Daytona et 308GTB      | 15 |    |    |    |    | 15 |    |    |    | 30    |
| 3   | De Tomaso    | De Tomaso Pantera              |    | 6  |    |    |    |    |    |    |    | 6     |
| 4   | Triumph      | Triumph TR8                    |    |    |    |    |    |    | 4  |    |    | 4     |
| 5   | BMW          | BMW 3.5 CSL                    |    |    |    |    |    |    | 1  |    |    | 1     |

#### Classement cylindrée - de2 000cm3
| Pos | Constructeur | Voiture                | 1 | 2 | 3 | 4 | 5  | 6  | 7 | 8  | 9  | Total |
| --- | ------------ | ---------------------- | - | - | - | - | -- | -- | - | -- | -- | ----- |
| 1   | Lancia       | Lancia Beta Montecarlo |   |   |   |   | 10 | 20 |   | 20 |    | 50    |
| 2   | BMW          | BMW 320i               |   |   |   |   | 20 |    |   |    |    | 20    |
| 3   | Ford         | Ford Escort            |   |   |   |   | 15 | 15 |   |    |    | 30    |
| 4   | Fiat         | Fiat X1/9              |   |   |   |   |    |    |   |    | 20 | 20    |
| 5   | Volkswagen   | Volkswagen Golf GTi    |   |   |   |   | 6  |    |   |    |    | 6     |
| 6   | Audi         | Audi 80                |   |   |   |   | 2  |    |   |    |    | 2     |

### Challenge mondial des pilotes d'endurance
- Don Whittington